# Champtauroz
Champtauroz es una comuna suiza perteneciente al distrito de Broye-Vully en el cantón de Vaud.
Se sitúa 10 km al este de Yverdon-les-Bains.

## Historia
Perteneció en la Edad Media al señorío de Saint-Martin-du-Chêne y al priorato de Lutry. Entre 1536 y 1798 fue parte del bailiazgo de Moudon.

## Demografía
Evolución de la población de Champtauroz: